# Rakitowo
Rakitowo (bułg. Ракитово) – miasto w Bułgarii, w obwodzie Pazardzik, siedziba gminy Rakitowo. W 2019 roku liczyło 7871 mieszkańców.